# Soteska Todgha
Soteska Todgha (Standard Moroccan Tamazight ⵜⵉⵣⵉ ⵏ ⵜⵓⴷⵖⴰ; arabsko مضيق تودغا‌) so niz apnenčastih rečnih kanjonov ali vadi v vzhodnem delu gorovja Visoki Atlas v Maroku, blizu mesta Tinghir. Tako reka Todgha (ali Todra) kot sosednja reka Dadès sta odgovorni za izrezovanje teh globokih kanjonov s pečinami na zadnjih 40 kilometrih skozi gore. Višina sten kanjona je lahko različna, vendar so ponekod lahko visoke do 400 metrov.

## Opis
Zadnjih 600 metrov soteske Todgha je najbolj spektakularnih. Tu se kanjon zoži v ravno kamnito stezo, ponekod široko le 10 metrov, s strmimi in gladkimi skalnimi stenami, visokimi do 160 metrov na vsaki strani.
V sušnem obdobju je dno kanjona večinoma suho; tok vode bo majhen. V tem času popotniki zlahka prečkajo dno vadija. Med deževno sezono pa se lahko Todra močno razširi in prekrije dno kanjona v obliki močnega hudournika.

## Dostop
Območje ni več tako oddaljeno, kot je bilo nekoč. Po dolini od Tinghirja do soteske vodi lepo urejena asfaltna cesta. Betonska cesta se nadaljuje po dolini, mimo hotelov na izhodu v sotesko vse do vasi Aït Hani in Tamtatouchte.
Zahvaljujoč robustnim skalnim stranem s številnimi neravnimi je soteska Todgha priljubljena med plezalci. V kanjonu je bilo ustvarjenih več kot 150 smeri, ocenjenih s francosko lestvico od 5+ do 8.

## Film
Soteska Todgha je bila predstavljena na premieri ameriškega resničnostnega šova Expedition Impossible. Vidno je bilo predstavljeno tudi v oglasu za Cadillac CTS leta 2012.